# Municipio de Felix (Iowa)
El municipio de Felix (en inglés: Felix Township) es un municipio ubicado en el condado de Grundy en el estado estadounidense de Iowa. En el año 2010 tenía una población de 223 habitantes y una densidad poblacional de 2,41 personas por km².

## Geografía
El municipio de Felix se encuentra ubicado en las coordenadas 42°15′11″N 92°56′37″O / 42.25306, -92.94361. Según la Oficina del Censo de los Estados Unidos, el municipio tiene una superficie total de 92.52 km², de la cual 92,52 km² corresponden a tierra firme y (0 %) 0 km² es agua.

## Demografía
Según el censo de 2010, había 223 personas residiendo en el municipio de Felix. La densidad de población era de 2,41 hab./km². De los 223 habitantes, el municipio de Felix estaba compuesto por el 100 % blancos. Del total de la población el 0 % eran hispanos o latinos de cualquier raza.